# Above and Beyoncé - Video Collection & Dance Mixes
Above and Beyoncé — Video Collection & Dance Mixes é um álbum de vídeo e um remix da cantora e compositora norte-americana Beyoncé Knowles. Consistindo de dois discos, o álbum apresenta videoclipes em um disco e remixes no outro. Foi inicialmente lançado exclusivamente em 16 de junho de 2009 através das lojas Wal-Mart e J&R, embora mais tarde foi disponibilizado através de outras lojas varejistas. Above and Beyoncé alcançou o número trinta e cinco na parada musical Billboard 200, e foi bem recebido pelo crítico Andy Kellman, do Allmusic, que avaliou o álbum com três estrelas a partir de uma escala de cinco. Também apareceu em paradas componentes da revista Billboard, como a Top R&B/Hip-Hop Albums e a Top Electronic Albums, na vigésima terceira e segunda posições, respectivamente.
Entre seus sete videoclipes, o de "Single Ladies (Put a Ring on It)" se destacou, tendo sido indicado em nove categorias nos MTV Video Music Awards de 2009, sendo vencedor nas categorias Best Choreography, Best Editing e a principal categoria da premiação: Video of the Year. Este vídeo ganhou ainda o prêmio de melhor vídeo nas premiações MTV Europe Music Awards e MOBO Awards em 2009. No mesmo ano, o videoclipe de "If I Were a Boy" foi indicado no BET Awards na categoria Video of the Year, e no NAACP Image Awards na categoria Outstanding Music Video. Já entre seus remixes, o da canção "Ego", que contou com a participação do rapper Kanye West, ganhou destaque, sendo indicado em 2009 no People's Choice Awards na categoria Favorite Collaboration, e em 2010 no Grammy Award na categoria Best Rap/Sung Collaboration.

## Composição e liberação
Above and Beyoncé — Video Collection & Dance Mixes é composto por dois discos. O primeiro contém os videoclipes dos seis singles do terceiro álbum de estúdio da cantora, I Am... Sasha Fierce (2008): "If I Were a Boy" (2008), "Single Ladies (Put a Ring on It)" (2008), "Diva" (2009), "Halo" (2009), "Broken-Hearted Girl" (2009), e "Ego" (2009). Ele também possui uma segunda versão do clipe de "Ego" e o making-of com as cenas das filmagens. O segundo disco contém remixes das canções, bem como do sexto single do álbum, "Sweet Dreams" (2009). O remix de "Ego" com a participação de Kanye West encerra o álbum. Em 15 de junho de 2009, o making-of do álbum foi transmitido no programa Access Granted, transmitido pela rede de televisão Black Entertainment Television (BET). A versão alternativa do videoclipe de "Ego" estreou na sequência.
A arte da capa do álbum foi lançada pelo site People.com em maio de 2009. O álbum foi originalmente lançado exclusivamente para redes de lojas Wal-Mart e J&R, em 16 de junho de 2009. Uma versão digital do álbum contendo apenas as faixas remixes foi disponibilizado através da Amazon.com no mesmo dia, e a sua versão física em 3 de novembro de 2009. A loja iTunes começou a vender os remixes em 1 de fevereiro de 2010.

## Recepção crítica e comercial
| Críticas profissionais | Críticas profissionais |
| Avaliações da crítica  | Avaliações da crítica  |
| Fonte                  | Avaliação              |
| ---------------------- | ---------------------- |
| Allmusic               | [ 7 ]                  |

Andy Kellman, do Allmusic, chamou o álbum de "um jogo agradável para os fãs dedicados que não já sem casca para fora para todas as misturas", e concedeu três de cinco estrelas. O álbum estreou no número trinta e seis na Billboard 200, de acordo com os dados publicados em 4 de julho de 2009, vendendo 14 mil cópias. Mais tarde, chegou ao número trinta e quatro, permanecendo por quatorze semanas na tabela. No Top R&B/Hip-Hop Albums, Above and Beyoncé estreou no número 23 sendo este seu pico permanecendo 43 semanas na tabela. No Top Electronic Albums, o álbum estreou no número dois sendo este seu pico. Ele permaneceu 48 semanas na parada, incluindo 24 semanas no 10.
O videoclipe de "Single Ladies (Put a Ring on It)" recebeu nove categorias no MTV Video Music Awards de 2009 sendo vencedor nas categorias Best Choreography, Best Editing e Video of the Year. Este ainda ganhou como melhor vídeo nas premiações MTV Europe Music Awards e MOBO Awards em 2009. No mesmo ano o videoclipe de "If I Were a Boy" foi indicado no BET Awards na categoria Video of the Year e no NAACP Image Awards na categoria Outstanding Music Video. Já entre seus remixes, o da canção "Ego" que contou com a parceria de Kanye West, ganhou destaque sendo indicado em 2009 no People's Choice Awards na categoria Favorite Collaboration e em 2010 no Grammy Award na categoria Best Rap/Sung Collaboration.

## Faixas
| Disco um: Coletânea de vídeos |                                    |         |  |
| N.º                           | Título                             | Duração |  |
| 1.                            | "If I Were a Boy"                  | 5:06    |  |
| 2.                            | "Single Ladies (Put a Ring on It)" | 3:20    |  |
| 3.                            | "Diva"                             | 4:06    |  |
| 4.                            | "Halo"                             | 3:45    |  |
| 5.                            | "Broken-Hearted Girl"              | 4:40    |  |
| 6.                            | "Ego" (Remix com Kanye West)       | 4:53    |  |
| 7.                            | "Ego" (Fan Exclusive)              | 3:57    |  |
| 8.                            | "Behind The Scenes: The Videos"    | 19:02   |  |
| 9.                            | "Credits"                          | 0:30    |  |
| Duração total:                | Duração total:                     | 51:10   |  |

| Disco dois: Músicas remixadas |                                                                                     |         |  |
| N.º                           | Título                                                                              | Duração |  |
| 1.                            | "If I Were a Boy" (Maurice Joshua Mojo UK Remix)                                    | 6:29    |  |
| 2.                            | "Single Ladies (Put a Ring on It)" (DJ Escape & Tony Coluccio Remix - Club Version) | 6:57    |  |
| 3.                            | "Diva" (Karmatronic Club Remix)                                                     | 5:08    |  |
| 4.                            | "Halo" (Dave Audé Club Remix)                                                       | 8:55    |  |
| 5.                            | "Broken-Hearted Girl" (Catalyst Remix)                                              | 4:46    |  |
| 6.                            | "Ego" (OK DAC Remix)                                                                | 6:29    |  |
| 7.                            | "Sweet Dreams" (Harlan Pepper & AG III Remix)                                       | 6:43    |  |
| 8.                            | "Ego" (Remix com Kanye West)                                                        | 4:44    |  |
| Duração total:                | Duração total:                                                                      | 50:04   |  |

| Download Digital: Above and Beyoncé Dance Mixes |                                                                                     |         |  |
| N.º                                             | Título                                                                              | Duração |  |
| 1.                                              | "If I Were a Boy" (Maurice Joshua Mojo UK Remix)                                    | 6:29    |  |
| 2.                                              | "Single Ladies (Put a Ring on It)" (DJ Escape & Tony Coluccio Remix - Club Version) | 6:57    |  |
| 3.                                              | "Diva" (Karmatronic Club Remix)                                                     | 5:08    |  |
| 4.                                              | "Halo" (Dave Audé Club Remix)                                                       | 8:55    |  |
| 5.                                              | "Broken-Hearted Girl" (Catalyst Remix)                                              | 4:46    |  |
| 6.                                              | "Ego" (OK DAC Remix)                                                                | 6:29    |  |
| 7.                                              | "Sweet Dreams" (Harlan Pepper & AG III Remix)                                       | 6:43    |  |
| 8.                                              | "Ego" (Remix com Kanye West)                                                        | 4:44    |  |
| Duração total:                                  | Duração total:                                                                      | 50:04   |  |

## Prêmios
| Ano  | Cerimônia               | Nomeação                           | Categoria                   | Resultado |
| ---- | ----------------------- | ---------------------------------- | --------------------------- | --------- |
| 2009 | NAACP Image Awards      | "If I Were a Boy"                  | Outstanding Music Video     | Indicado  |
| 2009 | NAACP Image Awards      | "Single Ladies (Put a Ring on It)" | Outstanding Music Video     | Indicado  |
| 2009 | MTV Europe Music Awards | "Single Ladies (Put a Ring on It)" | Best Video                  | Venceu    |
| 2009 | MOBO Awards             | "Single Ladies (Put a Ring on It)" | Best Video                  | Venceu    |
| 2009 | MTV Video Music Awards  | "Single Ladies (Put a Ring on It)" | Video of the Year           | Venceu    |
| 2009 | MTV Video Music Awards  | "Single Ladies (Put a Ring on It)" | Best Female Video           | Indicado  |
| 2009 | MTV Video Music Awards  | "Single Ladies (Put a Ring on It)" | Best Pop Video              | Indicado  |
| 2009 | MTV Video Music Awards  | "Single Ladies (Put a Ring on It)" | Best Direction              | Indicado  |
| 2009 | MTV Video Music Awards  | "Single Ladies (Put a Ring on It)" | Best Special Effects        | Indicado  |
| 2009 | MTV Video Music Awards  | "Single Ladies (Put a Ring on It)" | Best Art Direction          | Indicado  |
| 2009 | MTV Video Music Awards  | "Single Ladies (Put a Ring on It)" | Best Editing                | Venceu    |
| 2009 | MTV Video Music Awards  | "Single Ladies (Put a Ring on It)" | Best Cinematography         | Indicado  |
| 2009 | MTV Video Music Awards  | "Single Ladies (Put a Ring on It)" | Best Choreography           | Venceu    |
| 2009 | BET Awards              | "Single Ladies (Put a Ring on It)" |                             |           |
| 2009 | Viewers Choice Award    | "Single Ladies (Put a Ring on It)" | Indicado                    |           |
| 2009 | Video of the Year       | "Single Ladies (Put a Ring on It)" | Venceu                      |           |
| 2009 | Video of the Year       | "If I Were a Boy"                  | Indicado                    |           |
| 2009 | People's Choice Awards  | "Ego (remix)" (com: Kanye West)    | Favorite Collaboration      | Indicado  |
| 2010 | Grammy Awards           | "Ego (remix)" (com: Kanye West)    | Best Rap/Sung Collaboration | Indicado  |

## Desempenho
| Tabelas musicais (2009)                 | Melhor posição |
| --------------------------------------- | -------------- |
| Estados Unidos - Billboard 200          | 35             |
| Estados Unidos - Top R&B/Hip-Hop Albums | 23             |
| Estados Unidos - Top Electronic Albums  | 2              |
| Tabelas musicais (2011)                 | Melhor posição |
| Estados Unidos - Top Pop Catalog Albums | 28             |

| Tabelas muscais                                 | Posição |
| ----------------------------------------------- | ------- |
| Estados Unidos - Dance/Electronic Albums (2009) | 9       |
| Estados Unidos - Dance/Electronic Albums (2010) | 21      |

## Histórico de lançamento
| País           | Data                   | Formato          | Gravadora        |
| -------------- | ---------------------- | ---------------- | ---------------- |
| Estados Unidos | 16 de Junho de 2009    | DVD/CD           | Columbia Records |
| Canadá         | 16 de Junho de 2009    | DVD/CD           | Columbia Records |
| Japão          | 16 de Junho de 2009    | DVD/CD           | Columbia Records |
| Polónia        | 31 de Agosto de 2009   | Download Digital | Sony Music       |
| Áustria        | 1 de Fevereiro de 2010 | Download Digital | Sony Music       |
| Canadá         | 1 de Fevereiro de 2010 | Download Digital | Sony Music       |
| Estados Unidos | 1 de Fevereiro de 2010 | Download Digital | Sony Music       |
| Suíça          | 1 de Fevereiro de 2010 | Download Digital | Sony Music       |

## Créditos
Créditos para Above and Beyoncé , adaptado do Allmusic :
| - Kory Aaron - ajuda - Damien Alexander - artistas e repertório - Phillip Andelman - direção - Dave Aude - produção , remixando - Babyface - escrita - Christian Baker - Assistência - Bangladesh - por escrito - Tim Blacksmith - gestão - Evan Bogart - escrita - Ed Burke - direção - Domenic Capello - mistura - Jim Caruana - engenharia , engenharia vocal - Fusako Chubachi - direção de arte - Tony Coluccio - remixing - Tom Coyne - masterização - James Cruz - masterização - Kim Dellara - produção executiva - DJ Escape - remixing - The-Dream - escrita - Mikkel Eriksen Storleer - engenharia, instrumentação , escrita - Jens Gad - bateria - Toby Gad - arranjo de engenharia, produção, instrumentação, escrita - Tim Gant - teclados - Sean Garrett - escrita - Alan Gordon - engenharia - Matt Green - assistência - Kuk Harrell - engenharia, escrevendo - Matt Hennessy - engenharia - Ty Hunter - estilista - Jim Jonsin - produção - Maurice Joshua - remixing - Grant Jue - produção - Chris Kantrowitz - produção executiva | - Anthony Kilhoffer - engenharia vocal - Kimberly Kimble - hair stylist - Juli Knapp - artistas e repertório - Beyoncé Knowles - produção executiva, produção escrita, os vocais de produção vocal - Mathew Knowles - produção executiva - Tina Knowles - consultor criativo - Melissa Larsen - produção - Harold Lilly - A produção, escrita - Peter Lindbergh - fotografia - Rico Love - produtor, escrita, produção vocal, vocal - Philip Margiziotis - chifre - Melina Matsoukas - direção - Jake McKim - artistas e repertório - Michael Paul Miller - Assistência - Sophie Muller - diretor - Jake Nava - diretor - Jeff Pantaleo - produção executiva - Dave Pensado - mistura - James Scheffer - escrita - Hagai Shaham - produção - Mark "Spike" Stent - mistura - Christopher "Tricky" Stewart - escrita - Ryan Tedder - engenharia, arranjo, instrumentação, produção, redação - Francesca Tolot - make-up - Lidell Townsell - teclados - Jennifer Turner - marketing - Randy Urbanski - Assistência - Miles Walker - de engenharia - Wayne Wilkins - A produção, escrita - Elvis Williams - escrita - Dontae Winslow - trompete - John Winter - produção - Andrew Wuepper - Assistência |